# منطقه کلان‌شهری مونتگومری
منطقه کلان‌شهری مونتگومری (به انگلیسی: Montgomery metropolitan area) یک منطقه کلان‌شهری در ایالات متحده آمریکا است که در آلاباما واقع شده‌است. منطقه کلان‌شهری مونتگومری ۳۷۴٬۵۳۶ نفر جمعیت دارد.